# Die Welt
Die Welt (Eigenschreibweise DIE WELT oder DIE WeLT) ist eine überregionale deutsche Tageszeitung der Axel Springer SE. In der britischen Besatzungszone in Hamburg gegründet, erschien sie erstmals  1946 und wurde 1953 vom Verleger Axel Springer übernommen.
Das Blatt wird dem bürgerlich-konservativen Spektrum zugerechnet und gilt als „deutlich marktliberal eingestellt“. Der Redaktionssitz von Welt und Welt am Sonntag befindet sich in Berlin.
Die Welt erscheint im Nordischen Format. Bei den überregionalen deutschen Abonnenten-Tageszeitungen liegt sie hinter Süddeutscher Zeitung, Frankfurter Allgemeiner Zeitung und Handelsblatt auf dem vierten Platz. Die verkaufte Auflage beträgt 90.388 Exemplare, ein Minus von 58,6 Prozent seit 1998.

## Geschichte

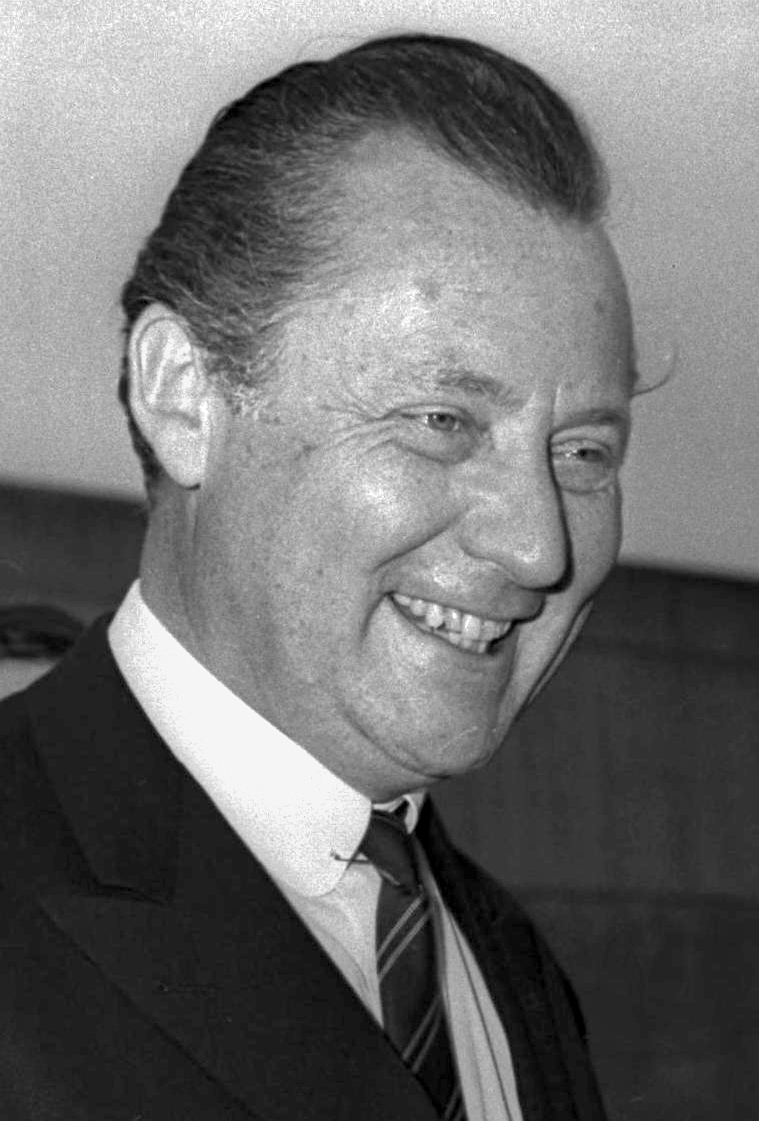
Axel Springer, 1966

### 1946–1990
Die Welt war eine Gründung der britischen Militärregierung und erschien zum ersten Mal am 2. April 1946 zum Preis von 20 Pfennig. Das Konzept der Zeitung war, Fakten scharf von Kommentaren zu trennen, in den Leitartikeln kamen gegensätzliche Standpunkte zur Sprache. Unter dem seit Frühjahr 1946 amtierenden Chefredakteur, dem SPD-Mitglied und ehemaligen Insassen des KZs Bergen-Belsen Rudolf Küstermeier, kollidierte das Blatt mehrmals mit den britischen Besatzungsbehörden, die die Welt als PR-Organ nutzen wollten. Die Auflage stieg bis auf eine Million Exemplare, so dass beim anstehenden Verkauf 1952 an Interessenten kein Mangel herrschte. Für zwei Millionen DM erhielt Axel Springer den Zuschlag.
Unter dem ersten Springer-Chefredakteur, dem rechtskonservativen Hans Zehrer (der bereits 1946 kurzzeitig das Blatt geleitet hatte, aufgrund seiner Vergangenheit aber von den Briten abgesetzt worden war), wandelte sich das einst liberale Blatt zur „großen nationalen Zeitung“, wie sie 1965 offiziell tituliert wurde. Autoren wie Ilse Elsner, Sebastian Haffner und Erich Kuby beendeten allmählich die Mitarbeit. Für Die Welt arbeiteten Journalisten wie Winfried Martini, Friedrich Zimmermann oder der ehemalige Pressechef im NS-Außenministerium Paul Karl Schmidt alias Paul Carell, der von 1958 bis 1979 für die Welt schrieb. Dessen damaliger Mitarbeiter Hans Georg von Studnitz sowie konservative Schreiber wie Matthias Walden und William S. Schlamm prägten kurzzeitig den Charakter der Zeitung.
Während der Springer-Kampagne während der Studentenproteste in den 1960er Jahren gegen Axel Springer wurde auch Die Welt Zielscheibe von Kritik. Laut Hans-Peter Schwarz verhandelte Axel Springer Mitte der 1970er Jahre mit der Frankfurter Allgemeinen Zeitung über den Verkauf der defizitären Welt, bei dem Die Welt in der Frankfurter Allgemeinen Zeitung aufgehen sollte. Springer soll sich kurz vor Vertragsabschluss aber gegen den Verkauf entschieden haben.
Verlagsleiter von Die Welt und Welt am Sonntag ab 1963 war der zuvor bei den Lübecker Nachrichten und als Wirtschaftsredakteur bei Die Welt tätig gewesene Diplom-Volkswirt Ernst-Dietrich Adler (1927–2014). Die Zentralredaktion der Welt zog 1975 von Hamburg nach Bonn.

### 1990-Gegenwart
1993 zog die Zentralredaktion nach Berlin, die der Welt am Sonntag folgte 2001 von Hamburg nach Berlin. 2002 wurden die Redaktionen von Welt und Berliner Morgenpost fusioniert. 2006 wurde diese Redaktion mit der Redaktion der Welt am Sonntag und den Online-Redaktionen der drei Zeitungen zusammengelegt.
Ab dem 24. Mai 2004 erschien neben der herkömmlichen Welt auch Die Welt Kompakt, in der Inhalte der großen Ausgabe auf 32 Seiten im kleineren Format zusammengestellt wurden. Im Jahr 2007 schrieb Die Welt erstmals schwarze Zahlen.

Logo von 2010 bis zum 29. November 2015

Am 15. Februar 2010 übernahm der bisherige Chefredakteur Thomas Schmid die Position des Herausgebers und Jan-Eric Peters wurde Chefredakteur aller Welt-Publikationen. Im Oktober 2012 gab die Axel Springer AG bekannt, dass die Redaktion der Welt noch vor dem Jahresende mit der des Hamburger Abendblattes zusammengelegt wird. Die neue Zentralredaktion wurde in Berlin angesiedelt. In Hamburg blieb nur noch eine Abendblatt-Lokalredaktion bestehen.
Seit 2010 lässt die Kulturredaktion einmal jährlich sogenannte Künstlerausgaben der Zeitung durch namhafte Bildende Künstler nach deren Vorstellung gestalten, beispielsweise 2010 Georg Baselitz und 2011 Ellsworth Kelly.
Mit dieser neuen Strategie scheint die weitere Existenz von Die Welt als Printversion zur Disposition zu stehen. Der Verlag wolle, so hieß es, im Falle neuer Einbrüche „keine lebensrettenden Maßnahmen“ für die gedruckte Ausgabe mehr ergreifen. Von Bedeutung seien allein noch die Online-Redaktion und die Welt am Sonntag. Deshalb wurde die gesamte Redaktion auf die Online-Ausgabe ausgerichtet. Alle Inhalte werden online first veröffentlicht, weshalb die Redaktion auch durchgehend von frühmorgens bis zum späten Abend thematisch vollständig besetzt sein muss. Die Medienseite der tageszeitung fasste den Wandel so zusammen:

„Kurz vor Feierabend wird zwar noch eine Zeitung gedruckt, doch das ist eher ein Abfallprodukt dessen, was für welt.de sowieso geschrieben wurde. Eine Papierausgabe für all die treuen Abonnenten, die noch nicht gestorben sind. Fast ohne störende Anzeigen.“

Im Dezember 2012 führte Welt Online ein Bezahlmodell ein: Kostenlos waren nur noch 20 Online-Artikel pro Monat abrufbar, für darüber hinausgehende Abrufe musste ein kostenpflichtiges Abonnement abgeschlossen werden. Am 9. Dezember 2013 gab die Axel Springer SE den Kauf des Fernsehsenders N24 bekannt. Der bisherige N24-Gesellschafter Stefan Aust wurde am 1. Januar 2014 Herausgeber der Welt. Nach der Genehmigung durch das Bundeskartellamt im Februar 2014 wurden die Redaktionen von Welt und N24 zusammengelegt, um multimediale Nachrichten produzieren zu können. Zum 1. Januar 2015 wurden die gemeinsamen Aktivitäten in der WeltN24 GmbH gebündelt.

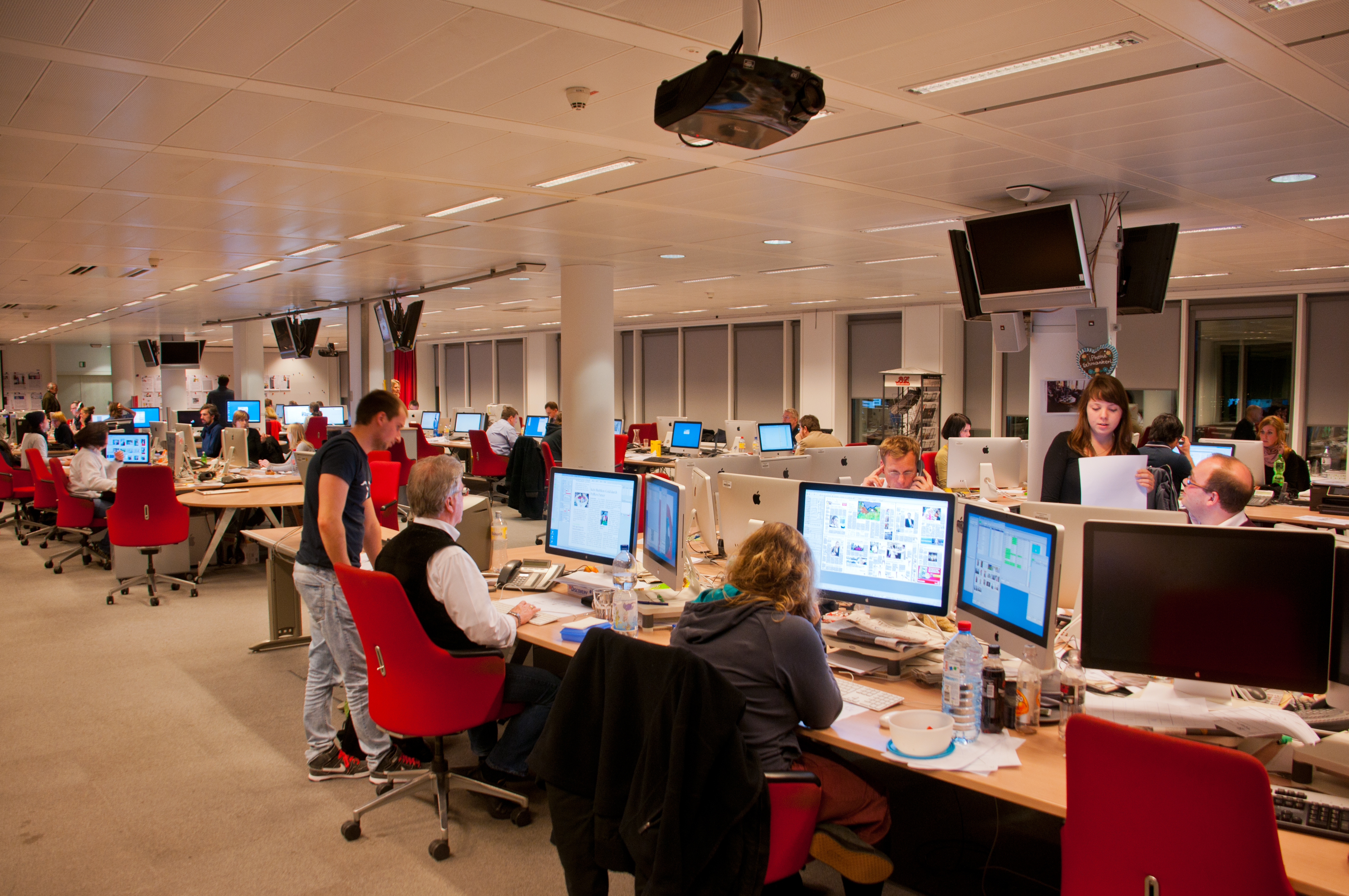
Redaktion von „Die Welt“ im Axel-Springer-Hochhaus, 2012

Im 2. Quartal 2014 gingen 41,5 Prozent der gemeldeten verkauften Auflage nicht an Abonnenten oder in den Straßenverkauf, sondern wurden als Bordexemplar oder per Sonderverkauf abgesetzt. Der Verlag erhält dafür keine oder wesentlich geringere Erlöse. Axel-Springer-Zeitungsvorstand Jan Bayer gab im April 2015 ein klares Bekenntnis zur Zukunft der gedruckten Welt ab: Sie solle „intellektuelles Leitmedium“ werden und man investiere „sehr konsequent in Qualität“. Die Berliner Lokalausgabe wurde zum 1. September 2015 eingestellt. Zum 29. November 2015 wurde die WeLT am Sonntag und ab dem 30. November 2015 DIE WeLT auf ein neues Logo in einem Entwurf von Erik Spiekermann samt Markenauftritt umgestellt.
Am 1. Januar 2016 übernahm Stefan Aust zusätzlich zur Herausgeberschaft auch den Posten des Chefredakteurs von Jan-Eric Peters. Im Februar 2016 wurde ein neues Redaktionskonzept vorgestellt, nach dem es statt vierzehn acht Ressorts geben soll. Auch das Bezahlmodell änderte sich von dem Metered Model auf ein Freemium Model. Aktuelle und schnell erstellte Artikel sind danach weiterhin frei verfügbar, Hintergrundberichte und ausführliche Reportagen oder Analysen sind kostenpflichtig. Zum 70-jährigen Jubiläum erschien am 2. April 2016 eine von Udo Lindenberg illustrierte Sonderausgabe. Am 6. September 2016 wurde Ulf Poschardt neuer Chefredakteur.
Beim Einstieg des Finanzinvestors KKR in die Axel Springer SE 2019 wurde ein Passus im Angebot bekannt, wonach vereinbart wurde, „den Geschäftsbereich der Welt-Gruppe fortzuführen“ – dies allerdings „unter der Voraussetzung einer angemessenen Steuerung der jährlichen Ergebnissituation“.
Im September 2019 gab die Axel Springer SE bekannt, dass am 31. Dezember 2019 Die Welt Kompakt und die Hamburger Lokalausgabe eingestellt werden und die Sportredaktion aufgelöst wird. Die Berichterstattung in diesem Bereich wird vom Kompetenzcenter Sport der Axel Springer SE übernommen. In dem am 6. Oktober 2020 eröffneten Axel-Springer-Neubau in Berlin haben die Bereiche Print, Digital und Fernsehen erstmals über gemeinsame Räumlichkeiten.
Seit dem 6. September 2021 erscheint die Print-Ausgabe der Welt von Montag bis Freitag auf 16 (statt bis dato 24) Seiten. Die Samstagsausgabe der Welt erschien am 4. September 2021 zum letzten Mal. Dafür erscheint die Welt am Sonntag seit dem 11./12. September 2021 in zwei Ausgaben, von denen eine bereits am Samstag verfügbar ist. Das Projekt „5+2“ wird als „Tageszeitung fürs Wesentliche“ bezeichnet und als Anpassung an gewandelte Anforderungen von Lesern und Inserenten verkauft. Es war eine Reaktion auf gesunkene Auflagenzahlen und Verkäufe (siehe Zeitungssterben).
Zum 1. Januar 2025 löste Jan Philipp Burgard Ulf Poschardt als Chefredakteur ab. Im Februar 2025 wurde das Ressort Forum in Meinungsfreiheit umbenannt.

## Auftritt

### Auflage der Zeitung
Die Auflage der Welt wurde von 2005 bis 2019 gemeinsam mit der Welt Kompakt ausgewiesen. In den vergangenen Jahren hat die Zeitung erheblich an Auflage eingebüßt. Die harte Auflage aus Abonnements und Einzelverkauf lag im 2. Quartal 2023 bei 36.230 Exemplaren, darunter 31.171 Abonnements, darin 2287 ePapers, und 5059 Exemplare im Einzelverkauf, darin 42 ePapers. Zehn Jahre zuvor, im 2. Quartal 2013, lag die harte Auflage noch bei 137.690 Exemplaren.
Das Medienmagazin DWDL bezifferte die harte Auflage aus Abonnements und Einzelverkäufen zum regulären Preis im 2. Quartal 2023 auf 36.230 und somit 7,4 Prozent niedriger als noch 2022.

### Online-Ausgabe
Unter dem Namen Welt Online wurde das Nachrichtenportal der Welt-Gruppe im Internet entwickelt. Die Website der Zeitung wurde 1995 gestartet und bietet ein elektronisches Zeitungsarchiv aller Artikel seit der Digitalisierung ab Mai 1995. Ein PDF-Ganzseitenarchiv erlaubt ferner das Herunterladen von einzelnen Seiten, ausgewählten Rubriken (z. B. Titel, Deutschland, Ausland) oder einer kompletten Ausgabe der seit dem 9. Januar 2001 erschienenen Nummern.
2012 wurde der Internetauftritt in Die Welt umbenannt und zum einheitlichen Namensauftritt aller Medien der Welt-Gruppe gemacht; ausgenommen davon die Welt am Sonntag. Im gleichen Jahr führte Die Welt als erste überregionale Tageszeitung in Deutschland für ihren Internetauftritt ein Bezahlsystem ein. Nutzer können seitdem pro Kalendermonat 20 Artikel kostenlos abrufen, danach wird beim Abruf eines weiteren Artikels der Abschluss eines Abonnements verlangt. Nach dem ersten halben Jahr mit einer Paywall zog der General Manager der digitalen Welt-Produkte (Welt Digital) bei einer Tagung des Bundesverbands Deutscher Zeitungsverleger eine erste Zwischenbilanz. Die konkrete Zahl der Zahler nannte er nicht; er bezeichnete sie als „ermutigend“. Nach eigenen Angaben betrug die Zahl der digitalen Abonnenten der Welt zum 30. Juni 2013 mehr als 47.000. Diskutiert wird allerdings die Aussagekraft der Zahlen hinsichtlich der Bereitschaft für Inhalte im Internet zu zahlen, da das Abo unter anderem in Kombination mit einem iPad mini beworben und verkauft wurde. Im Juni 2016 hatte Die Welt mehr als 75.000 digitale Abonnenten. Bis April 2022 stieg die Zahl auf über 200.000.
Am 15. September 2015 wurde die digitale Zeitung Welt Edition eingeführt. Sie ist die weiterentwickelte Version der bisherigen iPad-App Welt HD und das erste Angebot, das unter dem neuen Markendach Welt erschienen ist. Mit der Zusammenlegung von Die Welt und N24 unter dem Dach von WeltN24 hat sich welt.de zum gemeinsamen Nachrichtenportal gewandelt. In Russland wird welt.de seit dem 10. Juli 2022 blockiert, weil angeblich Nachrichten verbreitet werden, die gesetzlich verboten sind, womit Nachrichten über den Russisch-Ukrainischen Krieg gemeint sein dürften. Die Redaktion setzt nach eigenen Angaben vermehrt Künstliche Intelligenz ein, vor allem für ihr Online-Angebot für Abonnenten.
In einem vergleichenden Beitrag zur redaktionellen Behandlung und Moderation von Leserkommentaren beschäftigte sich der Journalist Stefan Niggemeier im März 2008 angesichts der zunehmenden Welle an Hasskommentaren mit den Leser-Kommentarbereichen mehrerer im Netz verfügbarer Medien. Welt Online zählte er zusammen mit Stern zu den Portalen, die „am weitestgehenden der Idee des barrierelosen Meinungsaustausches treu geblieben“ seien. Dies habe jedoch auch zur Folge, dass viele Hasskommentare auf der Seite sichtbar seien. Über Welt Online schrieb er: „Auch die Kommentarbereiche auf Welt Online sind ein unwirtlicher Ort – und gelten teilweise als Spielwiese für Rechtsradikale, Spinner und Hetzer aller Art.“
Seit 2020 ist das Kommentieren von Internet-Artikeln Abonnenten vorbehalten.

## Organisationsstruktur

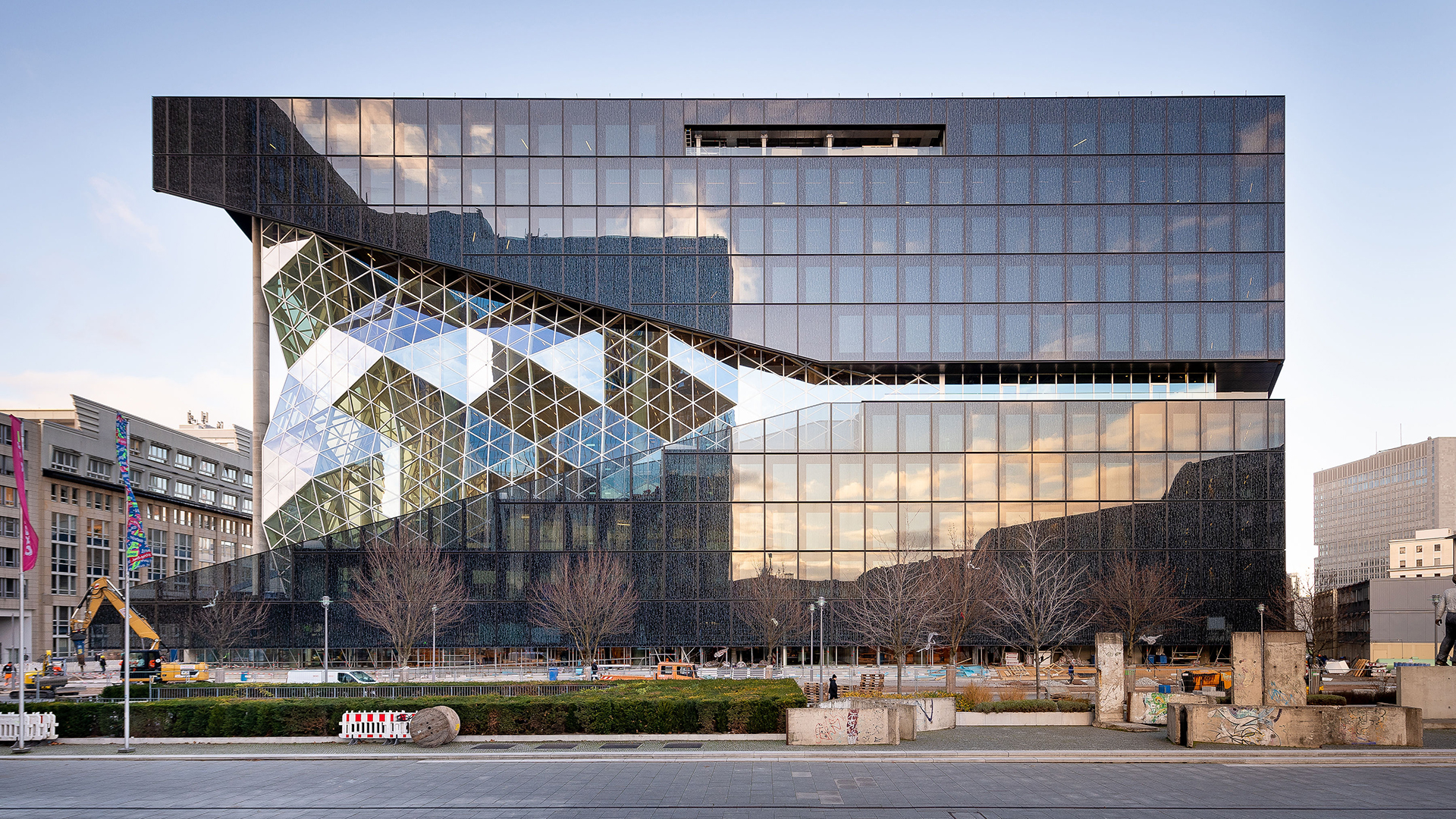
Sitz der Welt-Gruppe

Der Redaktionssitz von Welt, Welt (TV) und Welt am Sonntag befindet sich in Berlin-Kreuzberg.

### Herausgeber

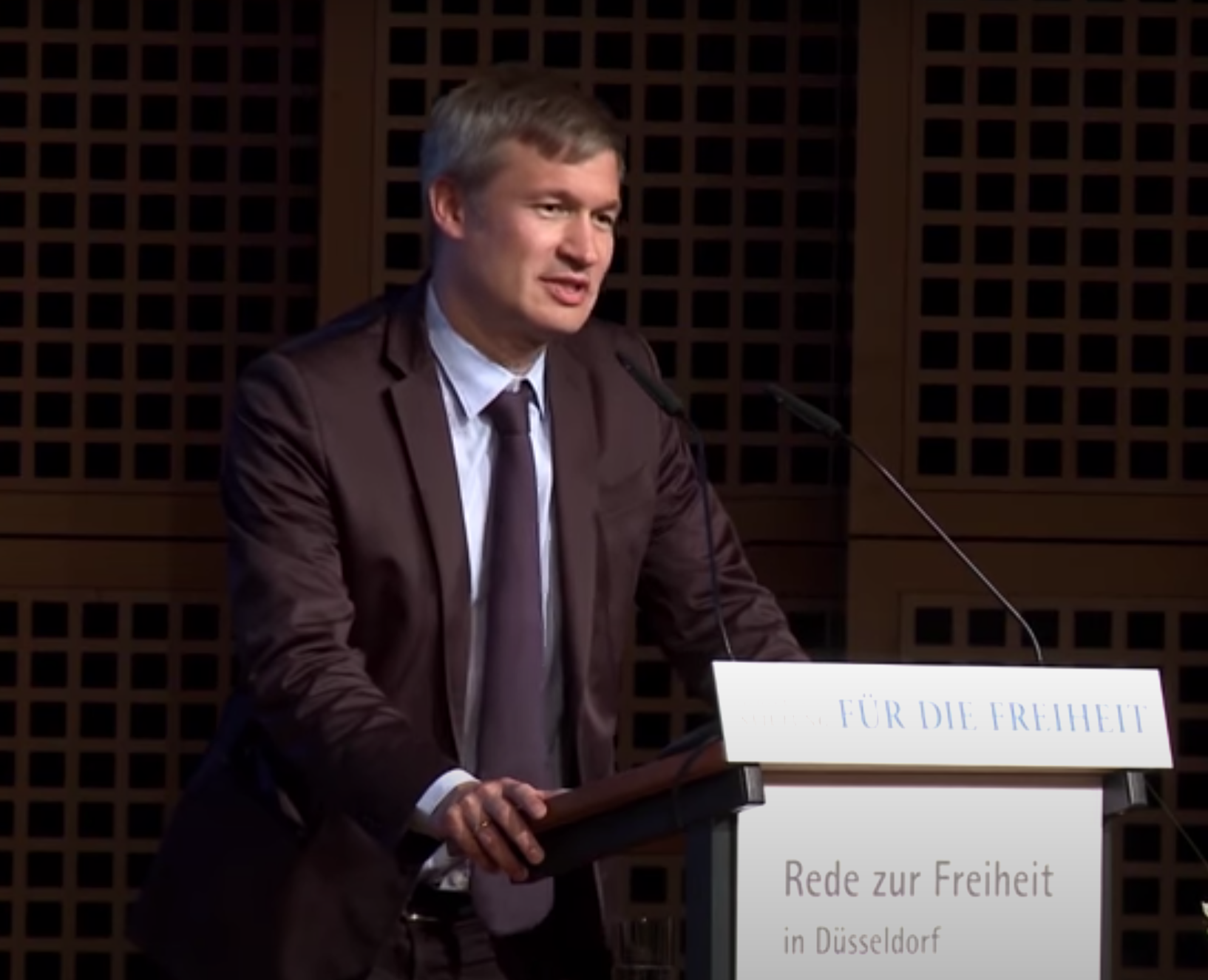
Herausgeber Ulf Poschardt 2013

- Stefan Aust (2014–2024)
- Ulf Poschardt (2024–)

### Chefredakteure
- Hans Zehrer (1946)
- Rudolf Küstermeier (1946–1950)
- Bernhard Menne (1950)
- Paul Bourdin (1950)

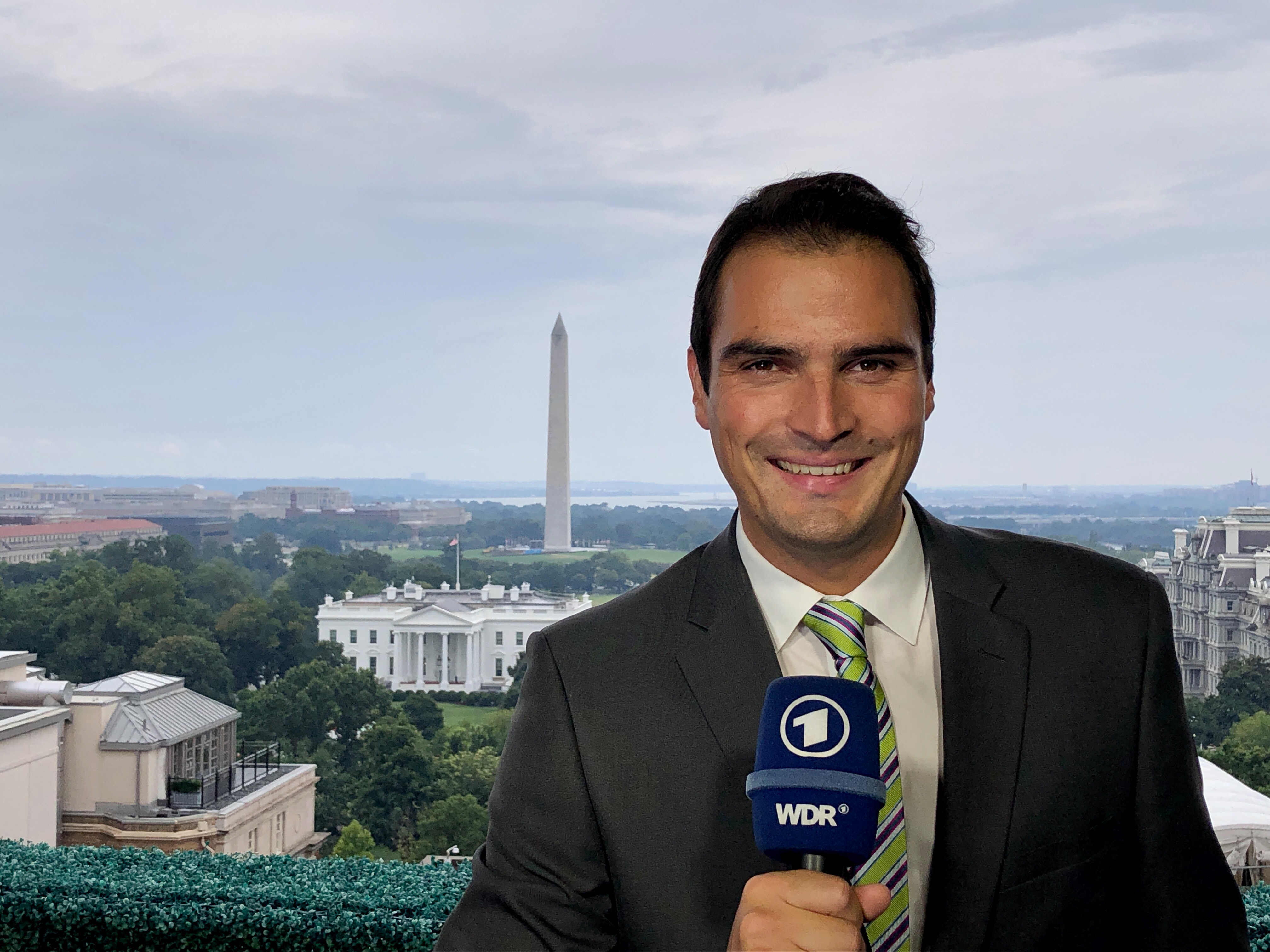
Chefredakteur Jan Philipp Burgard (2019)

- Adolf Helbig, Hans Scherer, Adalbert Worliczek (September 1950–Oktober 1951)[57]
- Adolf Helbig (November 1951–Januar 1952)[58][59]
- Albert Komma (1952–1953)
- Hans Zehrer (1953–1966)
- H. F. G. Starke (1966–1969)
- Herbert Kremp (1969–1985, mit zwei Unterbrechungen)
- Wolf Schneider (1973–1974)
- Peter Boenisch (1978–1981)
- Manfred Schell (1985–1992)
- Peter Gillies (1985–1988 und 1992–1995)
- Claus Jacobi (1993–1995)
- Thomas Löffelholz (1995–1998)
- Mathias Döpfner (1. Mai 1998 bis 31. Oktober 2000)
- Wolfram Weimer (1. November 2000 bis 31. Dezember 2002)
- Jan-Eric Peters (1. Januar 2003 bis 6. Juni 2004)
- Roger Köppel (7. Juni 2004 bis 31. Dezember 2006)
- Thomas Schmid (1. Januar 2007 bis 14. Februar 2010)
- Jan-Eric Peters (15. Februar 2010 bis 31. Dezember 2015)
- Stefan Aust (1. Januar 2016 bis 5. September 2016)
- Ulf Poschardt (6. September 2016 bis 28. Februar 2019)
- Dagmar Rosenfeld (1. März 2019 bis 31. Dezember 2021)
- Jennifer Wilton (seit 1. Januar 2022)
- Jan Philipp Burgard (seit Anfang 2025)

## Welt-Literaturpreis
Von 1999 bis 2019 verlieh Die Welt den internationalen WELT-Literaturpreis, mit dem sie an den Publizisten Willy Haas erinnerte. Der jährlich vergebene Preis war zunächst mit 10.000 Euro, seit 2018 mit 12.000 Euro dotiert. Die Preisträger waren:
- 1999: Bernhard Schlink
- 2000: Imre Kertész
- 2001: Pat Barker
- 2002: Leon de Winter
- 2003: Jeffrey Eugenides
- 2004: Amos Oz
- 2005: Yasmina Reza
- 2006: Rüdiger Safranski
- 2007: Daniel Kehlmann
- 2008: Hans Keilson
- 2009: Philip Roth
- 2010: Claude Lanzmann
- 2011: Albert Ostermaier
- 2012: Zeruya Shalev[60]
- 2013: Jonathan Franzen[61]
- 2014: Haruki Murakami
- 2015: Karl Ove Knausgård
- 2016: Zadie Smith
- 2017: –
- 2018: Virginie Despentes
- 2019: Salman Rushdie[62]

## Partnerschaften
Die Welt ist Gründungsmitglied der Leading European Newspaper Alliance (LENA), in der sie seit 2015 mit sieben europäischen Tageszeitungen in der internationalen Berichterstattung zusammenarbeitet.

## Kontroversen

### Rügen und Missbilligungen des Deutschen Presserates
Seit 2002 hat die Welt sechs Rügen und eine Anzahl von Missbilligungen des Deutschen Presserates wegen Verstoßes gegen den Pressekodex erhalten. 2019 kritisierte Stefan Niggemeier die enge Kooperation der Welt mit Volkswagen zur Ausgabe vom 7. Mai 2019, die unter anderem den VW-Vorstandsvorsitzenden Herbert Diess zum „Co-Chefredakteur“ machte. Als Folge von drei Beschwerden über diese Ausgabe (eine davon mit Beteiligung Niggemeiers) sprach der Deutsche Presserat eine Missbilligung wegen Verstoßes gegen den Pressekodex aus.

### Umgang mit COVID-19-Pandemie
Die Welt stand während der COVID-19-Pandemie in der Kritik, Falschinformationen zur Pandemie unkritisch zu übernehmen. So sorgte etwa ein Interview mit Matthias Schrappe für heftige Kritik unter dem Schlagwort „Weltgate“. Schrappe behauptete unter anderem, die Deutsche Interdisziplinäre Vereinigung für Intensiv- und Notfallmedizin hätte Statistiken zur Intensivbettenkapazität manipuliert. Ihm wurden daraufhin falsche oder nicht belegte Aussagen sowie grobe methodische Fehler bei der Auswertung der Statistiken vorgeworfen. Am 9. Juni 2021 vermutete der Bundesrechnungshof, dass einzelne Kliniken bewusst weniger Intensivbetten als tatsächlich vorhanden gemeldet haben könnten, um Subventionen zu erhalten. Schrappe sah sich dadurch bestätigt. Belege für eine Manipulation gab es jedoch nicht.
Das Watchblog Volksverpetzer schrieb: „Es ist in letzter Zeit relativ deutlich geworden, dass in der WELT-Redaktion entweder Personal sitzt, das derartigem verschwörungsideologischen Denken anhängt oder zynisch die teilungsfreudige Blase von Rechtsextremist:innen, Pandemie-Leugner:innen und Co. mit vermeintlicher Bestätigung ihrer wissenschaftsfeindlichen Weltanschauung bedienen will. Oder beides.“ Das Magazin Medieninsider warf der Zeitung vor, „mit verschwörungstheoretischen Ansätzen auf Abonnentenfang am rechten Rand zu gehen“. Das Institut für Demokratie und Zivilgesellschaft sah in der Berichterstattung der Welt Parallelen zu rechtspopulistischen Narrativen, in denen Corona-Maßnahmen eine „Generalprobe für die Klimadiktatur“ darstellten (etwa durch den Chefredakteur Ulf Poschardt und den Publizisten Jörg Phil Friedrich 2021). Diese „populistische Generalkritik an der Krisenintervention“ fände sich auch bei Werte-Union und der AfD. Gunnar Hamann schrieb in einem Artikel im Volksverpetzer, dass neben Journalisten, die Querdenkern nahestehende Meinungen verbreiten, auch Querdenker selbst Beiträge in der Welt schreiben könnten.

### Berichterstattung zur Klimakrise
Wiederholt kamen Wissenschaftler zum Ergebnis, dass die Welt zusammen mit der Welt am Sonntag von allen deutschen Zeitungen die meisten klimwandelskeptischen Artikel publiziert. Eine 2017 erschienene Studie, die über ein Jahr die Publikationen verschiedener Zeitungen im Zeitraum Juni 2012 bis Mai 2013 untersuchte, fand heraus, dass 21 von 49 in der Stichprobe enthaltenen Welt-Artikel klimawandelskeptisch ausgerichtet waren. Dies entspricht einem Anteil von 43 % und war der höchste Wert aller deutschen Zeitungen. 11 dieser 21 Artikel gaben sogar ausschließlich klimaskeptische Ansichten wieder.
Eine weitere Studie, die konkret die Berichterstattung zur UN-Klimakonferenz in Durban 2011 untersuchte, kam ebenfalls zum Ergebnis, dass in der Welt die meisten klimaskeptischen Positionen unter allen betrachteten Zeitungen publiziert wurden. In dieser Berichterstattung enthielten mehr als 17 % der Welt-Artikel klimaskeptische Elemente. Die Welt war dabei nicht nur vergleichsweise skeptisch bezüglich der Klimaforschung selbst, sondern insbesondere in Bezug auf die Existenz der globalen Erwärmung und ihrer Ursachen. Insgesamt ermittelten die Forscher in den Welt-Artikeln 40 verschiedene klimaskeptische Erzählungen, von denen die Welt 36 positiv darstellte, vier neutral und keine einzige negativ. Daraus schlossen die Forscher, die Welt könne „als Unterstützer [klima]-skeptischer Ideen interpretiert werden.“
Christian Stöcker schrieb 2024, dass die Welt eine „oft bizarre Klima- und Energieberichterstattung“ betreibe und erklärt sich das u. a. mit den Eigentumsverhältnissen von Axel Springer, der mit Stand 2023 zu rund 48 % dem Private-Equity-Unternehmen KKR und dem Pensionsfonds CPPIB gehörte, die beide stark in fossile Energieträger investieren. Springer gehöre zur „Achse des Öls“. Zudem vertrete der Vorstandsvorsitzende von Springer, Mathias Döpfner, die öffentlich geäußerte Ansicht, wir sollten den Klimawandel „nicht bekämpfen, sondern uns darauf einstellen“, „Zivilisationsphasen der Wärme“ seien „immer erfolgreicher gewesen“. Viele bei Axel Springer sähen das ähnlich oder verträten noch extremere Ansichten. Auch der Herausgeber der Welt, Stefan Aust, bezweifelt mit Stand 2022 weiterhin, dass der gegenwärtige Klimawandel primär durch menschengemachte CO2-Emissionen verursacht wird.
Die Welt wurde 2023 dafür kritisiert, den „besonders bösartigen Fake-News-Artikel“ aus dem Jahr 2011 mit dem Titel „Die CO2-Theorie ist nur geniale Propaganda“ von Günter Ederer nicht gelöscht oder mit einem Warnhinweis versehen zu haben. Ederer trat noch im Jahr 2022 bei der AfD-nahen Lobbyorganisation EIKE auf, welche als Zentrum der politisch aktiven und organisierten Klimawandelleugnerszene in Deutschland beschrieben wird. Zusätzlich warf das Portal Volksverpetzer 2021 und 2023 der Welt hinsichtlich weiterer Artikel vor, unwissenschaftliche Behauptungen über den Klimawandel zu verbreiten.

### Blogger Don Alphonso
Einige Personen, über die der Blogger Rainer Meyer unter dem Pseudonym „Don Alphonso“ seit 2018 für die Welt schrieb, wurden anschließend von Rechtsextremisten bedroht. Betroffene sind oft jüngere, linke Frauen oder Menschen mit einem auf Migrationshintergrund hindeutenden Namen. Meyer drohe ihnen zwar nicht selbst, aber er stellte sie laut Tages-Anzeiger „mit Genuss“ an „seinen virtuellen Pranger“. Seine Gefolgschaft überziehe die Opfer nach der Markierung durch Meyer mit einem Shitstorm, der sich dann zuweilen über die Veröffentlichung der Privatadresse bis hin zur Vergewaltigungs- und Morddrohung steigere. Die Zeit, die taz, der Deutschlandfunk und die Frankfurter Rundschau berichteten ähnlich.

### Befragungen zu Antisemitismus
Das Magazin Übermedien kritisierte die Zeitung im Jahr 2023 für ihren Umgang mit einer Befragung von Prominenten zum Antisemitismus in Deutschland. Frédéric Schwilden hatte für Die Welt verschiedene Schauspieler und Aktivisten um eine Stellungnahme gebeten. Personen, die absagten oder keine Rückmeldung abgaben, wurde vorgeworfen, hier zu schweigen, während sie sich andererseits vorgeblich für andere soziale Themen engagierten. Die Welt korrigierte daraufhin, nachdem sich herausgestellt hatte, dass zwei der Angeschriebenen sich zu spät oder über ein anderes Medium geäußert hatten. Eine der Angeschriebenen hatte über ihre Agentur versehentlich absagen lassen, sich dann aber nachträglich gemeldet.

### Veranstaltung mit Lobbyorganisation vor Bundestagswahl 2021
Die Welt veranstaltete in Kooperation mit der wirtschaftsnahen Lobbyorganisation Initiative Neue Soziale Marktwirtschaft vor der Bundestagswahl 2021 Diskussionsveranstaltungen zu Bundestagswahlen, welche als Wahlbeeinflussung zugunsten der Union kritisiert wurden.

### AfD-Wahlwerbung durch Elon Musk
Ende Dezember 2024, zwei Monate vor der Bundestagswahl 2025 veröffentlichte die Welt am Sonntag einen Gastartikel des Techmilliardärs Elon Musk, in dem dieser für die rechtsextreme AfD warb. Zuvor hatte Musk schon AfD-unterstützende Beiträge der rechtsextremen Aktivistin Naomi Seibt auf X geteilt. In Musks Gastbeitrag stand, Deutschland stehe an einem kritischen Punkt und seine Zukunft taumele am Rande des wirtschaftlichen und kulturellen Zusammenbruchs. Die AfD sei „der letzte Funke Hoffnung“ (last vestige of hope) für Deutschland. Die traditionellen Parteien hätten versagt. Ihre Politik habe zu wirtschaftlicher Stagnation, sozialen Unruhen und einer Aushöhlung der nationalen Identität geführt. Es sei Zeit für mutige Veränderungen, und die AfD sei die einzige Partei, die diesen Weg eröffne. Insbesondere „wirtschaftliche Wiederbelebung“, „Zuwanderung und nationale Identität“, „Energie und Unabhängigkeit“, „politischer Realismus“ und „Innovation und Zukunft“ sprächen für die AfD. Zudem erklärte er, die AfD sei nicht rechtsextrem (far-right), was er damit begründete, dass Alice Weidel eine „gleichgeschlechtliche Partnerin aus Sri Lanka“ habe. In einem zweiten Meinungsbeitrag widersprach der designierte Chefredakteur der „Welt“-Gruppe, Jan Philipp Burgard. Musk habe Recht, wenn er Deutschland wirtschaftlich und kulturell in der Krise sehe. Die verfehlte Migrations-, Energie- und Sozialpolitik der Merkel-Ära und der Ampel-Koalition hätten den Wohlstand in Gefahr gebracht. Musks „Therapieansatz“, nur die AfD könne Deutschland retten, sei jedoch „fatal falsch“.
Der Gastartikel löste eine heftige Kontroverse innerhalb der Welt aus. Laut Franziska Zimmerer, Ressortleiterin Community & Social, hätte der Musk-Artikel nicht erscheinen dürfen. Bei diesem Artikel handele es sich um einen „unterkomplexen Wahlaufruf“ für die AfD, der ohne jedes Argument auskomme und dessen Autor es nicht einmal für nötig befunden habe, sich drei Minuten mit dieser Partei auseinanderzusetzen. „Wahlaufrufe, egal für welche Partei“, hätten in unabhängigen Medien nichts zu suchen. Laut Medienberichten gab es bereits Tage zuvor „hitzige Konferenzen und Krisentreffen“ zwischen Chefredaktion und Redaktionsvertretern. Die Leiterin des Meinungsressorts, Eva Marie Kogel, reichte aus Protest die Kündigung ein, weitere Journalisten wie Robin Alexander protestierten. In einer von mehr als vierzig Redakteuren unterschriebenen Stellungnahme des Redaktionsausschusses hieß es, Musks Beitrag sei „als Gastbeitrag getarnte Wahlwerbung für die in Teilen gesichert rechtsextreme Partei AfD“. Die Veröffentlichung eines derartigen Textes sei „absolut nicht tragbar“. Auch stehe er „im krassen Widerspruch zu den Essentials von Axel Springer“, nach denen „politischer und religiöser Extremismus und jede Art von Rassismus“ abzulehnen sei. Laut dem Tagesspiegel wurde zudem der Verdacht geäußert, der Text sei durch eine Künstliche Intelligenz (KI) generiert worden. Chefredakteur Ulf Poschardt und sein designierter Nachfolger Jan Philipp Burgard verteidigten den Gastbeitrag: Die aktuelle Diskussion sei sehr aufschlussreich. Demokratie und Journalismus lebten von Meinungsfreiheit. Ziel sei es, Die Welt künftig „noch entschiedener“ als Forum für solche Debatten zu entwickeln.
Der Deutsche Journalisten-Verband nannte den Gastbeitrag einen „Freifahrtschein für den rechtspopulistischen Milliardär Elon Musk“. Der Bundesvorsitzende Mika Beuster erklärte, die Verantwortlichen der Welt hätten „alles falsch gemacht, was man falsch machen kann“. Er erwarte Konsequenzen innerhalb der Welt-Gruppe. Journalismus lebe von „Unabhängigkeit und Glaubwürdigkeit“, und Die Welt lebe „von ihrem Renommee“. All das werde aber „gerade mit lautem Scheppern in die Mülltonne befördert“. Deutsche Medien dürften sich „nicht als Sprachrohr von Autokraten und deren Freunden missbrauchen lassen“. Beuster kritisierte zudem die „schmeichelnde Distanzierung“ der Welt, die tatsächlich gar keine sei, und „das Kaltstellen“ der redaktionsinternen Kritiker. Jasper von Altenbockum meinte in der Frankfurter Allgemeinen Zeitung, die „beleidigten Leberwürste“ aus Deutschland wirkten komisch und fühlten sich womöglich dabei ertappt, dem amerikanischen Unternehmer in Sachen Einmischung in die amerikanische Politik in nichts nachzustehen. Marc Felix Serrao schrieb in der Neuen Zürcher Zeitung, der hohe Ton der Kommentare deutscher Politiker falle auf diese zurück. Denn wenn es darum gehe, sich in die Angelegenheiten anderer Länder einzumischen und Zerrbilder fremder politischer Verhältnisse zu malen, seien viele von ihnen kein bisschen besser. Die Wirtschaftsweise Veronika Grimm begrüßte die durch den Musk-Beitrag ausgelöste Debatte.
Martín Varsavsky, Mitglied im Aufsichtsrat der Axel Springer SE, vermittelte zwischen Musk und der Welt-Redaktion. Laut Jan Philipp Burgard fiel die Entscheidung, den Text von Elon Musk zu drucken, nach intensivem Austausch mit Redaktionsvertretern innerhalb der Chefredaktion. Außerdem habe es solche Wahlwerbung aus dem Ausland schon früher gegeben. So habe der US-Milliardär George Soros die Grünen empfohlen und Bundeskanzler Olaf Scholz habe sich 2022 in einem Gastbeitrag für Le Monde zur Wahl von Staatspräsident Emmanuel Macron aufgerufen. Diese Doppelmoral empfinde er als „unerträglich“.
Wie der Beitrag Musks in der Welt tatsächlich zustande kam, ist Gegenstand von Spekulationen. Von Anfang an wurde der Vorstandsvorsitzende der Axel Springer SE Mathias Döpfner als treibende Kraft dahinter vermutet, gilt dieser doch als ausgesprochener Musk-Verehrer. Seitens des Verlages wurde versucht, solche Spekulationen zu dementieren und stattdessen die Version verbreitet, der argentinische Investor und Unternehmer Martín Varsavsky, Aufsichtsrat im Springer-Verlag und eigenen Angaben zufolge ein Freund von Musk, habe bei Chefredakteurin Jennifer Wilton angefragt, ob Interesse an einem Gastbeitrag von Musk bestehe. Nachdem von ihr das Ja gekommen sei, habe Varsavsky Kontakt mit Musk aufgenommen. Musk selbst bestätigt diese Version. Laut Informationen des Spiegels gilt innerhalb der Welt-Redaktion jedoch am wahrscheinlichsten, dass die Initiative tatsächlich von Verlagschef Döpfner selbst ausging. Gründe dürften einerseits in Döpfners bekannter Nähe, auch im privaten Bereich, zu Musk liegen, als auch zukünftige Ambitionen des Springer-Konsortiums im US-Medienmarkt, indem er sich über Musk einen direkten Draht zu dem zum Veröffentlichungszeitpunkt designierten Präsidenten Donald Trump erhoffe.

### Berichterstattung über Proteste gegen Rechtsextremismus 2025
Als sich Anfang 2025 zahlreiche zivilgesellschaftliche Organisationen an den Protesten gegen Rechtsextremismus beteiligten, bei denen auch die gemeinsame Abstimmung von AfD und CDU zu Migrations- und Asylthemen kritisiert wurde, sprach die Welt den Protesten ihre Legitimität ab. Die Bundesregierung finanziere die Proteste „gegen die Opposition“ mit und es gebe einen „Deep State“ von „verfassungswidrigen“ NGOs, der gebrochen werden müsse, so die Berichterstattung. Der Watchblog Belltower.News bewertete dies als rechtspopulistisches Narrativ, als eine „Rhetorik, die direkt aus dem Handbuch autoritärer Bewegungen stammt“ und als „Angriff auf die Zivilgesellschaft nach dem Vorbild illiberaler Staaten“. Die Proteste seien „keine parteipolitische Agenda, sondern eine demokratische Notwendigkeit“ Die Tageszeitung, die die Vorwürfe als „haltlose[s] Geraune“ einordnete, attestierte der Welt, „offenbar von Trumps autoritärem Durchgreifen inspiriert“ zu sein. Jan Rathje von CeMAS sagte hierzu, dass der „Deep State-Mythos“ „oft als Ausgangspunkt für umfassendere Verschwörungstheorien“ diene. Auch der Politikwissenschaftler und Antisemitismusbeauftragte Michael Blume hält das Auftauchen des Begriffs „Deep State“ in den Artikeln der Welt für bedenklich. Nikil Mukerji warnte hingegen vor einer „vorschnellen Skandalisierung“ und hielt kritische Rückfragen zu steuerfinanzierten NGOs – wie in der anschließenden Kleinen Anfrage der Union, die sich auf den Welt-Artikel bezog – grundsätzlich für legitim, wies aber darauf hin, dass es sich bei der „Deep State“-Erzählung zumeist eher um „verschwörungstheoretische[s] Geraune“ handle.